# Slaviv, Cerneahiv
Slaviv (în ucraineană Славів) este un sat în comuna Seleanșciîna din raionul Cerneahiv, regiunea Jîtomîr, Ucraina.

## Demografie
Componența lingvistică a localității Slaviv
     Ucraineană (99,53%)
     Alte limbi (0,47%)
Conform recensământului din 2001, majoritatea populației localității Slaviv era vorbitoare de ucraineană (99,53%), existând în minoritate și vorbitori de alte limbi.